# معركة بيكند
معركة بيكند وقعت عام 729 بين خاقان التورجش الترك وحلفائه الصغديين والدولة الأموية في بيكند، وهي بلدة بالقرب من بخارى في بلاد ما وراء النهر (أوزبكستان الحديثة). قام الجيش الإسلامي، بقيادة والي خراسان، أشرس بن عبد الله السلمي، بحملة عبر نهر جيحون لقمع تمرد واسع النطاق للأمراء الصغديين الذين ثاروا في العام السابق بدعم من التورجش. مع تقدم الجيش الإسلامي في بخارى، حاصره التورجش وعُزل عن الماء. وتلا ذلك سلسلة من الاشتباكات كادت تنتهي بكارثة مثل "يوم العطش"، ولكن في النهاية، من خلال شجاعة القادة المسلمين وأعمال الطليعة بقيادة الحارث بن سريج وقطان بن قتيبة، اخترق الجيش الإسلامي الحصار ووصل إلى بخارى وفرض حصاره عليها.

## خلفية
فتح القائد الأموي قتيبة بن مسلم بلاد ما وراء النهر في عهد الوليد بن عبد الملك (حكم 705-715)، بعد الفتوحات الإسلامية لبلاد فارس وخراسان في منتصف القرن السابع.   ظلت ولاءات السكان الإيرانيين والتركيين الأصليين في بلاد ما وراء النهر والحكام المحليين المستقلين محل شك، وفي عام 719 أرسل أمراء البلاد عريضة إلى البلاط الصيني وأتباعه التورجش للحصول على مساعدة عسكرية ضد حكام الخلافة الأموية. رداً على ذلك، شن التورجش بدءا من عام 720 سلسلة من الهجمات ضد المسلمين في ما وراء النهر، إلى جانب انتفاضات ضد الخلافة بين الصغديين. تمكن الولاة الأمويين في البداية من قمع الاضطرابات، على الرغم من فقدان السيطرة على وادي فرغانة.   في عام 724، اضطر الوالي الأموي مسلم بن سعيد الكلابي وجيشه من الانسحاب في معركة يوم العطش أمام الترك عندما حاول إخضاع فرغانة. دفع هذا المسلمين إلى اتخاذ موقف دفاعي، وعلى الرغم من عدم وقوع معارك ضارية، إلا أنه خلال السنوات القليلة التالية انهار الحكم الإسلامي في ما وراء النهر بسرعة.  

## حملة أشرس السلمي
في مواجهة هذه الأزمة، اتخذ الخليفة هشام بن عبد الملك (حكم 723-743) إجراءات جذرية: تم فصل خراسان عن سلطة والي العراق ورفعها إلى ولاية منفصلة، تحت حكم أشرس بن عبد الله السلمي.   مثل سلفه، أسد بن عبد الله القسري، حاول أشرس كسب ولاءات السكان المحليين والموالي الأصليين غير العرب الذين اعتنقوا الإسلام من خلال معالجة بعض شكاواهم بشأن الضرائب. لكن سرعان ما تم عكس هذه السياسة - ربما بسبب ضغوط الخليفة نفسه - أدى هذا إلى ثورة عامة في البلاد. وزاد الأمر خطورة بسبب طلب الثوار المساعدة من الخاقان التركي الذي رد بقيادة جيشه بنفسه ضد المسلمين. بحلول عام 728، لم تبقى سوى سمرقند وحصنا كامارجا والدبوسية على نهر زرافشان تحت الحكم الإسلامي في كل بلاد ما وراء النهر. 
من أجل مواجهة التورجش، جمع أشرس قوات خراسان وقادتهم إلى أمول على نهر جيحون. تم إرسال طليعة تحت إمرة قطان بن قتيبة بن مسلم، عبر النهر وأقام معسكرًا محصنًا، ولكن مع وصول جيوش الصغد والتورجش، لم يتمكن الجزء الأكبر من الجيش الإسلامي من العبور لمدة ثلاثة أشهر. خلال هذه الفترة، حوصرت قوات قطان من قبل التورجش، الذين عبروا في نفس الوقت نهر جيحون في مجموعات مداهمة صغيرة. تمكن فرسان أشرس من هزيمة المغيرين ودفعهم إلى أمول. هناك هَزَم الجيش الإسلامي قوات التورجش، على الرغم من ذلك، عبرت تعزيزات التورجش النهر وسمحت للمغيرين بالهروب إلى بر الأمان عبر النهر.   حشد أشرس قواته واجتمع بقطان بن قتيبة، وبدأوا في التقدم نحو بخارى. صد المسلمون الهجمات المضادة للوصول إلى بيكند على بعد حوالي خمسة فراسخ - 30 كيلومتر (19 ميل) جنوب بخارى نفسها وخارج الواحة التي تحيط بالأخيرة. بعد أن عسكر الجيش الإسلامي في بيكند، قطع التورجش والصغد إمدادات المياه عن الواحة.  
بعد تهديده بالعطش، غادر الجيش بيكند واتجه إلى بخارى، وكان قطان في الطليعة. عندما هاجمت قوات التورجش والصغد، انفصلت الطليعة، حوالي 6000 رجل، عن الجيش الرئيسي، حتى التقيا مرة أخرى بعد يومين. أرسل ملك سمرقند، غورك، الذي ظل مخلصًا ظاهريًا للمسلمين، ابنه مختار إلى الخاقان وانحاز إلى جانبه. أُنهكت طليعة الجيش الإسلامي بسبب العطش، وخسرت 700 رجل.ة عند هذه النقطة، وفقاً للطبري، قام الحارث بن سريج وحث الجيش على التقدم، منادياً أن «القتل بالسيف أشرف في هذا العالم وأعظم أجرا عند الله من الموت بالعطش».  بعدها، اخترق الفرسان بقيادة الحارث وقطان خطوط التورجش ووصلوا إلى منابع المياه، متجنبين بذلك يوم عطش ثانٍ وسمحوا لأشرس بمواصلة تقدمه نحو بخارى.  

## النتائج
بعد سلسلة المعارك حول بيكند، انسحب التورجش شمالًا إلى سمرقند، حيث هاجموا قلعة كمرجة بينما حاصر أشرس مع قواته بخارى وأمضوا فصل الشتاء في واحتها.   ومع ذلك، لم تخمد الحرب، وظل موقف المسلمين في خطر. في أوائل عام 730، حاول خليفة أشرس المعين حديثًا، الجنيد بن عبد الرحمن المري، الوصول إلى الجيش، الذي كان لا يزال مخيماً في واحة بخارى، وكان لا بد من اصطحابه من أمول من قبل 7000 فارس تعرضوا للهجوم في الطريق من قبل التورجش وكادوا أن يدمروا. على الرغم من استعادة بخارى في ذلك الوقت، قاد الجنيد في العام التالي، جيشه الخراساني إلى نصر باهظ في معركة الدجيل، مما هز السيطرة الإسلامية الهشة على ما تبقى من بلاد ما وراء النهر.  لم يتمكن المسلمون من استعادة كامل مواقعهم حتى ولاية نصر بن سيار، الذي تمكن في 739-741 من إعادة تأسيس سلطة الخلافة حتى سمرقند.